# Inyevo
Inyevo (macedónul: Ињево) település Észak-Macedóniában, a Délkeleti körzetben, a Radovisi járásban.

## Népesség
| Lakosok száma | 802  | 900  | 922  | 1189 | 1381 | 1496 | 1546 | 1624 | 5    |
|               | 1948 | 1953 | 1961 | 1971 | 1981 | 1991 | 1994 | 2002 | 2021 |

- 2002-ben 1624 lakosa volt, akik közül 1623 macedón és 1 szerb.